# Kanton Sabres
Sabres is een voormalig kanton van het Franse departement Landes. Het kanton maakte deel uit van het arrondissement Mont-de-Marsan.

## Gemeenten
Het kanton Sabres omvatte de volgende gemeenten:
- Commensacq
- Escource
- Labouheyre
- Lüe
- Luglon
- Sabres (hoofdplaats)
- Solférino
- Trensacq